# County Armagh
County Armagh (Irsk: Contae Ard Mhacha) er et af de seks counties, der udgør Nordirland og et af de ni counties, som historisk og geografisk udgør provinsen Ulster som er delt mellem Nordirland (United Kingdom) og Republikken Irland.
County Armagh omfatter et areal på 1.254 km² med en samlet befolkning på 159.085 (2006).
Det administrative county-center ligger i byen Armagh.

## Eksterne links
- County Armagh fra Atlas and Cyclopedia of Ireland (1900)

54°21′00″N 6°39′17″V / 54.3499°N 6.6546°V